# Hemsjö IF Bandy
Hemsjö IF är en bandyklubb i Sverige som bildades 1933. A-lag spelar sina matcher i Division 2 "hemma" på Ruddalens IP och när vädret tillåter på Noltorpsvallen.